# Love for the Microphone
Love for the Microphone är det svenska punkbandet Bombshell Rocks' andra EP, utgivet 2004 av finska skivbolaget Combat Rock Industry. Skivan var bandets första för bolaget och även det första utan bandets tidigare sångare Mårten Cedergran.

## Låtlista
1. "Memories Remain"
2. "No:1"
3. "Solid Ground"
4. "Tricked"
5. "Dead End Kids"
6. "Down Below"

## Personal
- Richard Andersson - gitarr, bakgrundssång, mixning
- Thomas Falk - trummor
- Martin Igelström - mastering
- Mathias Lindh - gitarr
- Crippe Määttä - gitarr, bakgrundssång
- Wiking Ytterholm - ljudtekniker, mixning

### Fotnoter
1. ↑  ”Love for the Microphone”. Discogs.com. http://www.discogs.com/Bombshell-Rocks-Love-For-The-Microphone/release/3137589. Läst 1 april 2012.